# Insulitis

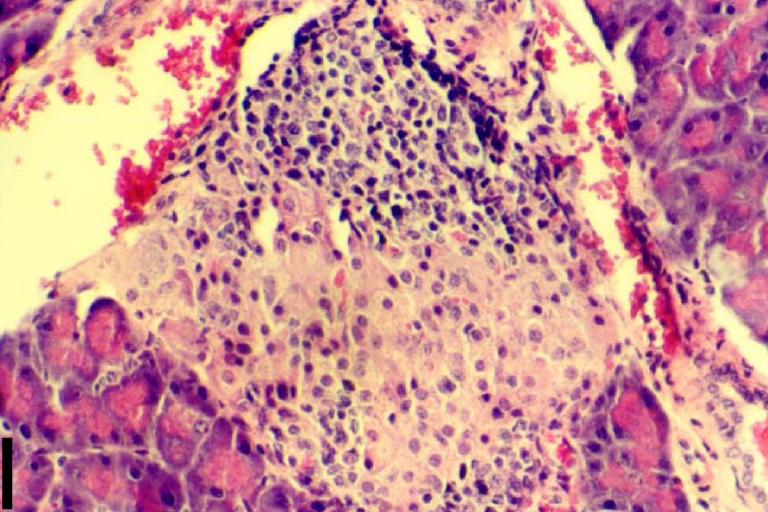
Histologisches Bild einer Insulitis in einem Pankreas-Schnitt einer transgenen NOD-Maus (Hämatoxylin-Eosin-Färbung; schwarzer Balken: 20 µm)

Als Insulitis wird in der Medizin eine entzündliche Infiltration von Zellen des Immunsystems in die Langerhans-Inseln der Bauchspeicheldrüse (Pankreas) bezeichnet. An einer Insulitis sind vorwiegend CD4-positive T-Lymphozyten beteiligt, darüber hinaus spielen antigenpräsentierende Zellen wie Makrophagen und dendritische Zellen sowie in geringerem Maße B-Lymphozyten und CD8-positive T-Zellen eine Rolle. Zu den für eine Insulitis relevanten pro-inflammatorischen Zytokinen zählen insbesondere IL-1β, TNF-α und IFN-γ.
Das Auftreten einer Insulitis ist durch pathologisch-histologische Untersuchungen sowohl bei Patienten mit neu manifestiertem Diabetes mellitus im Kindesalter (Typ-1-Diabetes) als auch bei entsprechenden Tiermodellen dieser Erkrankung wie der BB-Ratte und der NOD-Maus dokumentiert. Sie ist deshalb höchstwahrscheinlich ein Prozess mit einer zentralen ursächlichen Rolle beim Untergang der insulinproduzierenden Betazellen in den Langerhans-Inseln, der zu einem Typ-1-Diabetes führt. Die genauen Abläufe, die zur Entstehung dieser Diabetes-Form beitragen, sind jedoch ebenso wie die Ereignisse, die eine Insulitis auslösen, bisher nicht im Detail aufgeklärt worden. Als mögliche Ursachen einer Insulitis werden unter anderem Virusinfektionen und andere Umweltfaktoren diskutiert.
Die Beschreibung einer Insulitis im Pankreasgewebe von Patienten, die kurz nach der Manifestation eines Diabetes mellitus im Kindesalter verstorben waren, durch Philip Medford LeCompte und Willy Gepts trug neben der späteren Entdeckung von Autoantikörpern gegen betazellspezifische Antigene und dem Nachweis der Assoziation von Genen im Haupthistokompatibilitätskomplex auf dem Chromosom 6 mit dem Typ-1-Diabetes entscheidend dazu bei, dass dieser als eine Autoimmunerkrankung gilt, die auf eine fehlgeleitete Immunantwort gegen körpereigenes Gewebe zurückzuführen ist. Da eine Insulitis damit als Vorstadium eines Typ-1-Diabetes angesehen wird, gilt eine Abschwächung oder anderweitige Modulation der zugrundeliegenden Entzündungsprozesse durch immuntherapeutische Maßnahmen als möglicher Ansatz zu einer Prävention der Erkrankung.